# Fokker A.I
El Fokker AI, también conocido por su designación Fokker M.8, era un Avión de reconocimiento monoplano de dos asientos, sin armamento, "clase A", de la era 1914-15 a comienzos de la Primera Guerra Mundial, impulsado como el anterior Fokker M.5 , con 58.8 kW. (80 PS) motor rotativo de siete cilindros Oberursel U.0 , o umlaufmotor, casi un clon del motor rotativo Gnome Lambda del mismo nivel de potencia de salida. Se utilizó la misma versión de motor rotativo de siete cilindros U.0 en todos Fokker monoplanes militares antes del debut del caza Fokker E.II Eindecker en 1915-16. El avión «AI» se parecía a un Fokker M.5 sustancialmente ampliado, con una estructura de puntales dorsal altos para manejar los conjuntos triples de cables estacionarios de vuelo y aterrizaje anclados al larguero delantero de los paneles laterales, cada uno de los cuales tiene catorce costillas, y los conjuntos triples similares de cables de urdimbre del ala unidos al larguero trasero. El «AI» y los anteriores «A.II» fueron construidas por Fokker bajo licencia Halberstadt. Los orígenes de la A.I, A.II y A.III estaban en un Morane-Saulnier Tipo H comprado en Francia. Esto llevó al inicial fuselaje del Fokker M.5,  diseñado por Martin Kreutzer, del cual se derivó la IA más grande. Fokker dio muchas exhibiciones acrobáticas en el M.5 en vísperas de la Primera Guerra Mundial. El M.8 fue utilizado, como el AI, por el Fliegertruppe (Servicio Aéreo del Ejército Imperial Alemán) y entre Fokker y Halberstadt se produjeron alrededor de 63.

## Especificaciones
- Datos de Scott, Josef (2012). Fokker Eindecker Compendium, Volumen 1. Berkhampstead, Hertfordshire Reino Unido: Albatros Publications, Ltd. p. 18. ISBN  978-1-906798-22-2 .

### Características generales
- Tripulación: 2, piloto y observador.
- Longitud: 7.54 m (24 pies 9 pulg.)
- Envergadura: 12.12 m (39 pies 9 pulg.)
- Altura: 2.75 m (9 pies 0 in)
- Área del ala: 16.0 m² (172 pies 2 )
- Central eléctrica : 1 × Oberursel U.0 , 58.8 kW (80 CV)

### Actuación
- Velocidad máxima: 135 km / h (84 mph)
- Alcance: 400 km (249 millas).
- Techo de servicio: 3000 m (9840 pies)
- Sin armamento